# Tháp Ahmed Abdul Rahim Al Attar
Tháp Ahmed Abdul Rahim Al Attar (tiếng Ả Rập: برج أحمد عبد الرحيم العطار), là một tòa nhà chọc trời ở Dubai, Các Tiểu vương quốc Ả Rập thống nhất. Nó nằm trên đường Sheikh Zayed. Đây là tòa nhà cao thứ 11 ở Dubai và là một trong 100 tòa nhà cao nhất thế giới. Khách sạn này bắt đầu xây dựng vào năm 2004 và hoàn thành vào năm 2018 sau nhiều lần trì hoãn. Chủ sở hữu là Ahmed Abdulrahim Al Attar Properties và được xây dựng theo phong cách hậu hiện đại. Tòa nhà chọc trời được sử dụng làm văn phòng và cả khách sạn Gevora. Nó được công nhận là khách sạn cao nhất thế giới vào năm 2018.